# Cesáreo Fernández Duro
Cesáreo Fernández Duro (Zamora, 25 de febrero de 1830-Zamora, 5 de junio de 1908) fue capitán de navío de la Armada Española, escritor, erudito e historiador.

## Biografía
Inició sus estudios en su Zamora natal, trasladándose a Cádiz a los 15 años de edad, donde continuó su formación en la Escuela Naval de San Fernando. En 1847 se embarcó como guardiamarina en la fragata Isabel II, y durante tres años navegó por las Antillas. En 1851 embarcó en la Villa de Bilbao y se dirigió a Filipinas, donde embarcado en el bergantín Ligero tomó parte en la «jornada de Joló». Por su valeroso comportamiento, recibió la cruz de la Orden de San Fernando. Volvió a España, y siendo guardiamarina de primera fue destinado a la Comisión Hidrográfica de Canarias. Pese a su edad y empleo, fue recibido como miembro de honor en la Real Academia Canaria de Bellas Artes el 10 de noviembre de 1852.
En 1853, viajó como Alférez de Navío en la corbeta Ferrolana, con la que navegó por el Mediterráneo, lo que le permitió atracar en diversos puertos de Francia e Italia. En 1857 fue nombrado profesor del Colegio Naval, como encargado del texto de Cosmografía.
En 1860 tomó parte en la campaña de África al mando del vapor Ferrolano, en la que fue condecorado con la Cruz de la Diadema Real de Marina y el empleo de Comandante de infantería. Volvió a las Antillas, para participar en la expedición a México de Prim. Después de estar destinado en el apostadero de La Habana, volvió a Madrid, al Ministerio de Marina. En 1869 y 1870 pasó destinado como Secretario del Gobierno Superior de Cuba. Regresó a Madrid donde participó en Congresos, organizó expediciones, como la que investigó la situación de la antigua posesión de Santa Cruz de la Mar Pequeña (Ifni), efectuó estudios sobre Colón, sus pleitos, la Santa María, los Galeones, así como obras de Historia, como la Historia de la Armada Española, la de Castilla y la de la ciudad de Zamora, entre otras. Participó en el estudio arqueológico sobre la carabela Santa María realizado con motivo del cuarto centenario del descubrimiento, y en la construcción de una réplica de dicha nao.
Fue ayudante de campo de Alfonso XII. Por su prestigio, conocimientos y experiencia, fue designado árbitro en la determinación de los límites entre Colombia y Venezuela. El 13 de marzo de 1881 ingresó como numerario en la Real Academia de la Historia, leyendo un discurso titulado «Vida del ilustre marino Mateo de Laya», y en 1898 fue nombrado secretario perpetuo de la misma. Poco antes de fallecer, ya enfermo de gravedad, recibió el premio al Mérito de la Real Academia de la Historia.
Falleció en su localidad natal de Zamora el 5 de junio de 1908. Por decreto ley, se ordenó el traslado de sus restos al Panteón de Marinos Ilustres, donde recibieron sepultura el 14 de febrero de 1963.

## Obra
Se le deben más de cuatrocientas publicaciones entre libros, monografías, informes y memorias, en particular sobre tres ejes temáticos: la historia de la Marina española, la conquista de América y la historia de Zamora. Sobre este último tema compuso una Colección bibliográfico-biográfica de noticias referentes a la provincia de Zamora o materiales para su historia (Madrid: Manuel Tello, 1891), que fue premiada en 1876. La obra se divide en tres secciones: una bibliografía regional de las obras que tratan de Zamora; una tipobibliografía sobre la imprenta en Zamora y una biobibliografía de los personajes zamoranos célebres. En cuanto a sus trabajos sobre la historia de la Marina española, sobresalen su Historia de la Armada española desde la unión de Castilla y de Aragón (1895-1903), en nueve volúmenes, y las Disquisiciones náuticas (1876-1881), en seis, trabajos aún no superados hoy en día.

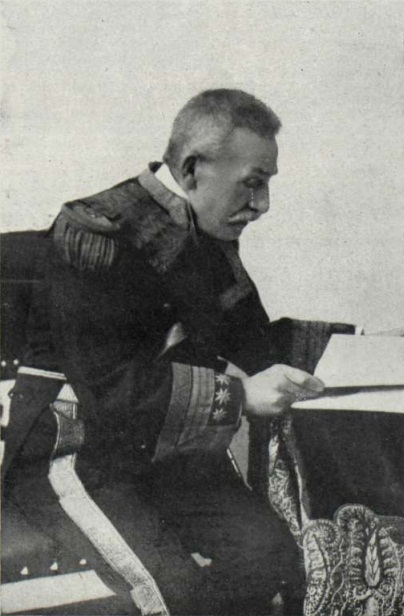
Cesáreo Fernández Duro.

Algunas de sus obras más conocidas se dan en las dos subsecciones siguientes.

### Un solo volumen
- Descripción del Panteón de Marinos Ilustres (1856)
- Colegio Naval Militar (1856)
- Problemas náuticos (1857)
- Guerra con los Estados Unidos (1857)
- Descripción de las nuevas cañoneras de hélice (1857)
- Descripción de algunos de los mecanismos inventados para tomar rizos a las gavias sin mandar la gente arriba (1859)
- Una comida de moros (1860)
- Nociones de Derecho Internacional Marítimo (1863)
- Memoria sobre el puerto, ciudad y fortificaciones de Mogador (1863)
- La cuestión del Perú (1865)
- Estudios sobre pesca (1865)
- Memoria sobre la Exposición Internacional de Artes y productos de pesca celebrada en Bergen (1866)
- Almadrabas (1866)
- Biografía del Excmo. Señor don Francisco Armero (1866)
- Naufragios de la Armada Española (1866) (disponible en Google Libros)
- Tratado elemental de Cosmografía (1867) nueva edición de la escrita por Císcar, ampliada y actualizada
- Exposiciones internacionales de Pesca (1867)
- Cervantes Marino (1869) (disponible en Google Libros)
- Veinte cartas o artículos descriptivos de la Exposición de Viena (1871)
- Las armas humanitarias (1872)
- Treinta artículos descriptivos de la exposición Universal de Viena (1873)
- La carta de Juan de la Cosa (1873)
- Las carabelas (1874)
- Lombardas y otros tipos de pólvora (1874)
- Buques coraceros antiguos españoles (1874)
- Veinticuatro cartas acerca del viaje de S. M. el Rey (1877)
- El Hach Mohamed el Bagdagy (1877)
- Cronómetro Berthoud (1877)
- Exploración de una parte de la costa Noroeste de África (1878)
- Instrumentos que se guardan en el Museo Naval (1878)
- Venturas y desventuras (1878)
- Lago de Sanabria o de San Martín de Castañeda (1878)
- Apuntes biográficos del almirante Marqués de Rubalcaba (1879)
- Prólogo a la historia de las exploraciones árticas de Novo y Colson (1879)
- Mateo de Laya, almirante del siglo XVII (1881)
- Las joyas de Isabel la Católica, las naves de Cortés y el salto de Alvarado (1882)
- Anteproyecto de la Ley de Pesca fluvial (1882)
- Don Diego de Peñalosa y su descubrimiento del Reino de Quivira (1882) (Wikisource)
- Necrología de don Gonzalo de Murga y Mugartegui (1883)
- Colón y Pizarro (1883)
- Don Francisco Fernández de la Cueva, Duque de Alburquerque (1883) (Wikisource)
- Don Pedro Enríquez de Acevedo, Conde de Fuentes (1884)
- Fraseología novísima (1884)
- El puerto de los españoles en la isla Formosa (1884)
- Antigüedades en América Central (1884)
- Colón y la historia póstuma (1885) (Wikisource y Biblioteca Digital)
- El Gran Duque de Osuna y su marina (1885)
- Informe acerca del arte llamado Encesa (1885)
- La conquista de las Azores en 1583 (1886) (Biblioteca Digital)
- Colección de documentos inéditos relativos al descubrimiento, conquista y organización de las antiguas posesiones españolas en Ultramar (1886)
- Tradiciones infundadas (1888)
- Noticia breve de las cartas y planos existentes en la biblioteca particular de S. M. el Rey (1889)
- Nebulosa de Colón, según observaciones hechas en ambos mundos (1890), publicado con el pseudónimo F. Hardt
- De bota dura (1890)
- ¿Es el centenario de Colón? (1890)
- Necrología. Don Francisco Javier de Salas (1890)
- El arte naval (1890)
- Colección de escritores castellanos (1890)
- Colección bibliográfica-biográfica de noticias referentes a la provincia de Zamora o materiales para su historia (1890) (Biblioteca Digital)
- Pinzón en el descubrimiento de las Indias (1891)
- Sociedad Colombina Onubense (1892)
- Primer viaje de Colón (1892)
- Bosquejo histórico del almirante don Diego de Eguía y Beaumont (1892)
- La nao Santa María, capitana de Colón en el descubrimiento de las Indias Occidentales (1892)
- Los Cabotos y Juan Sebastián (1893)
- Viajes regios por mar en el transcurso de quinientos años (1893) (Google Libros)
- La Marina del siglo XV en la Exposición histórica (1893)
- Españoles en Camboja y Siam, corriendo el siglo XVI (1893)
- La Marina de Castilla desde su origen y pugna con la de Inglaterra hasta la refundición en la Armada española (1893)
- La tapicería de Bayeux, en que están diseñadas naves del siglo XVI (1894)
- Hernán Tello Portocarrero y Manuel de Vega Cabeza de Vaca (1894)
- Relación breve de lo sucedido en el viaje que hizo Álvaro de Mendaña en la demanda de la Nueva Guinea (1895)
- Pedro Sarmiento de Gamboa el Navegante (1895)
- Efectos del corso 1897 (1898)
- Los orígenes de la carta o mapa geográfico de España (1899)
- El derecho a la ocupación de los territorios en la costa occidental de África en los años 1886 a 1891 (1900)
- La mujer española en Indias (1901) (Biblioteca Digital)
- Don Juan Bautista Muñoz (1902)
- El último almirante de Castilla, don Juan Tomás Enríquez de Cabrera, Duque de Medina de Rioseco (1902)
- Viajes del infante don Pedro de Portugal en el siglo XV (1903)
- Los hermanos Pinzón en el descubrimiento de América (1944).

### Varios volúmenes
- Memorias históricas de la ciudad de Zamora, su provincia y obispado:
  - Tomo I (1882) (Biblioteca Digital)
  - Tomo II (1882) (Biblioteca Digital)
  - Tomo III (1883) (Biblioteca Digital)
  - Tomo IV (1883) (Biblioteca Digital).

- Disquisiciones náuticas:
  - Tomo I Conformación, adorno y armamento de naves antiguas (1874) (Biblioteca Digital)
  - Tomo II La mar descrita por los mareantes (1877) (Biblioteca Digital)
  - Tomo III Navegaciones de los muertos y vanidades de los vivos (1878) (Biblioteca Digital)
  - Tomo IV Los ojos en el cielo (1879) (Biblioteca Digital)
  - Tomo V A la mar, madera (1880) (Biblioteca Digital)
  - Tomo VI Arca de Noé (1880) (Biblioteca Digital).

- La Armada Invencible:
  - Tomo I (1884). Est. Tipográfico de los sucesores de Rivadeneyra (Biblioteca Digital)
  - Tomo II (1885). Est. Tipográfico de los sucesores de Rivadeneyra (Biblioteca Digital).

- Armada española desde la unión de los Reinos de Castilla y Aragón:
  - Tomo I 1476-1559 (1894) (sitio web de la Armada Española)
  - Tomo II 1515-1587 (1896) (sitio web de la Armada Española)
  - Tomo III 1556-1621 (1896) (sitio web de la Armada Española)
  - Tomo IV 1621-1652 (1898) (sitio web de la Armada Española)
  - Tomo V 1650-1700 (1898) (sitio web de la Armada Española)
  - Tomo VI 1701-1758 (1900) (sitio web de la Armada Española)
  - Tomo VII 1759-1788 (1900) (sitio web de la Armada Española)
  - Tomo VIII 1789-1808 (1902) (sitio web de la Armada Española)
  - Tomo IX 1808-1833 (1903) (sitio web de la Armada Española).

| Predecesor: Antonio Delgado y Hernández          | Real Academia de la Historia. Medalla 9 1880-1908                    | Sucesor: Pedro de Novo y Colson       |
| Predecesor: José María Escrivá de Romaní y Dusay | Real Academia de Bellas Artes de San Fernando Medalla 14 1890 - 1908 | Sucesor: Rodrigo de Figueroa y Torres |
| Predecesor: Federico de Botella y de Hornos      | Presidente de la Real Sociedad Geográfica 1899-1908                  | Sucesor: Julián Suárez Inclán         |